# Benoitodes
Benoitodes es un género de arañas araneomorfas de la familia Gnaphosidae. Se encuentra distribuida con endemismo en la isla de Santa Elena.

## Lista de especies
Según The World Spider Catalog 12.0:
- Benoitodes caheni (Benoit, 1977)
- Benoitodes sanctaehelenae (Strand, 1909)